# Локинг
Локинг (изначально «кэмпбеллокинг») — фанковый стиль танца, ассоциируемый также с хип-хопом. Название этого стиля пришло из английского «lock» (замок), так стали называть сочетание быстрых движений и замирания в импровизационных позициях на короткое время, а затем продолжения движений с той же скоростью. Этот стиль основан на быстрых и четких движениях рук и более мягких движениях бедер и ног. Движения амплитудные, очень ритмичные и всегда тесно привязаны к музыке. Локинг ориентирован на представление: танцор старается взаимодействовать с публикой, улыбается, приветствует всех, и порой, ведет себя довольно комично. Танцоров этого стиля называют локеры. Локеры придерживаются особого стиля в одежде, любят яркую одежду в полоску и подтяжки.
Изначально локинг танцевали под фанковую музыку, например, музыку Джеймса Брауна. Фанк по-прежнему основной стиль музыки, под которую танцуют локеры, и используется во многих международных танцевальных соревнованиях, таких как Juste Debout во Франции. Всё в локинге основано на контрасте множества быстрых движений и, наоборот, плавных и замедленных движений, дополненных представлениями в стиле пантомимы и игрой на публику. Локинг включает в себя довольно много акробатических и физически сложных элементов, таких как приземление на одно колено или сплит (split). 

## История
История локинга началась с одного человека по имени Дон Кэмпбелл. В конце 1960-х он поставил танец, смешав несколько стилей, и при исполнении добавил собственное движение, которое теперь известно как «lock». Это движение было создано случайно: каждый раз, когда Дон Кэмпбелл не мог сделать движение «The Funky Chicken», он останавливался в определенной точке, перемещая руки вниз. Он не мог исполнять танец быстро, потому что не помнил, какое движение шло дальше. Даже взаимодействие с публикой было придумано спонтанно: когда люди стали смеяться над его необычными движениями, он стал показывать на них пальцем (теперь это движение известно, как «point»). Дон добавил все эти движения в свои представления, и они вскоре стали популярны. Получившийся танец назвали Кэмпбеллокинг, а позже сократили до «Локинг». В начале 1970-х гг. это положило начало созданию локерских танцевальных коллективов, в частности, команды Кэмбелла, «The Lockers». Танцоры-локеры: Джимми «Ску Би Ду» Фостер, Грэг «Кэмпбеллок младший» Поуп, Тони «Гоу-гоу» Льюис, Фред «Пингвин» Берри, Лео «Флуки Люк» Вильямсон, Дамита Джо Фриман и другие также помогли в создании танцевальной базы и стиля одежды танцоров.
В одежде сочетаются яркие полосатые носки, штаны до колен на подтяжках, яркие красочные атласные рубашки с большими воротниками, большие цветастые бабочки, гигантские кепки и белые перчатки.

## Основные движения локинга
Локинг можно танцевать сольно, в дуэте или в команде с несколькими танцорами. Локер может улыбаться во время исполнения, чтобы подчеркнуть комический характер танца; но иногда серьезность танцора будет подчеркивать его упор на технику. Другие важные черты стиля: волны руками, точки («point»), глайды, когда ноги скользят по полу, меняясь и перекрещиваясь, поднятие с пола вращающейся кепки или шляпы. Дон Кэмпбелл придумал все эти замирания, ориентируясь на свой неповторимый ритм, и добавил оригинальные движения, такие как точки и хлопки. Другие танцоры также используют этот стиль, создавая новые движения.
Локинг по своей природе — танцевальная импровизация, которая все же состоит из набора определенных движений. Тем не менее, многие локеры меняют или смешивают их с другими движениями и создают собственные варианты стиля. В общем, главная отличительная черта локинга — небольшая пауза и продолжение движения на второй или четвертый бит по счету.
Alpha
Придумано Альфой Андерсон. Одну ногу выкидывайте вперед из положения нагнувшись, в то время как верхняя часть тела наклонена назад. Можно держать руки на поясе, можно выполнять без рук.
Break down/Rocksteady
Присев на корточки, сдвиньте таз в сторону, затем обратно. Встаньте, потом опять присядьте и повторите то же самое в другую сторону.
Jazz split
Полусплит — делается с одной согнутой ногой, которая позволяет танцору встать снова одним быстрым движением.
Whichaway
Выкидывайте ноги из стороны в сторону. Одна нога как бы подталкивает другую, как маятник. Верхнюю часть тела держите ровно и прямо.
Kick
Быстро и высоко сделайте кик, стоя на одной ноге.
Knee Drop
Развернув колени вовнутрь, опуститесь на них и коснитесь ими пола.
Leo Walk
Сначала делается шаг в определенном направлении, а следом другая нога скользит по полу, догоняя первую.
Lock/Double Lock
Слегка наклониться вперед, поместив руки перед собой, как будто поднимаешь что-то тяжелое.
Up Lock
Поза с руками, поднятыми над уровнем плеч. Танцор обычно замирает в этой позе на несколько секунд.
Pacing
Быстрый удар в сторону, но с расслабленным запястьем, главное, чтобы кисть не разжалась. Рука опускается в перерывах между ударами.
Pimp Walk
Сначала небольшой кик одной ногой, затем другая нога догоняет первую, и колени выводятся в стороны.
Stop and Go
Придумано Джимми Скуби Ду Фостером; Сперва uplock, затем шагайте назад одной ногой, перенося на нее вес своего тела, затем повернитесь в сторону к этой ноге. В такой же последовательности вернитесь в исходную позицию.
Stomp the cockroach
Выходите на одно колено и хлопаете рукой по земле.
Scoo B Doo
Придумано Джимми Скуби Ду Фостером; сначала uplock, затем два поочередных быстрых кика ногами в прыжке. 
Scoo B Doo walk
Придумано Джимми Скуби Ду Фостером; Шагайте вперед, затем поднимите ногу в колене вверх и наклоните верхнюю часть корпуса к колену.
Scoobot
Придумано Джимми Скуби Ду Фостером; поочередный выпад ног в сторону, при выпаде нога ставится на пятку, руки в это время делают Wrist Twirl, Point или Clap.
Scoobot hop
Прыжок и кик со сменой ног. Бьющая нога выносится вперёд.
Floor Sweeper
Нога скользит по полу(от ноги к ноге), делает шаг, и повторяется то же самое другой ногой.
The Skeeter Rabbit/Skeeter Rabbit Around the World
Придумано Джеймсом Скитер Рэбит Хиггинсом; сначала кик ногой, затем подскок на этой же ноге.
Funky Guitar
Руками как будто играем на гитаре, и одновременно перемещаемся из стороны в сторону, покачивая корпусом вперед-назад.
Point
Вы быстро указываете пальцем в любую сторону, обычно замираете в этой позе на несколько секунд.
Wrist Twirl
Кручение запястьем вверх-вниз.
Hitch Hike
Указывайте большим пальцем за себя, затем скрестите руки перед собой и поменяйте руки.